# 里崎あかね
里崎 あかね（さとざき あかね、1986年6月22日 - ）は、日本の元AV女優。
出身地:東京都。血液型:A型。身長:163cm。スリーサイズ:B88(E)・W59・H88cm。

## 略歴・人物
2009年に「金森美奈（かなもり みな）」としてAVデビュー。所属事務所はファイブプロモーションで、この頃のプロフィールでは生年月日が1985年6月6日となっていた。
2010年6月16日をもって公式ブログ（ライブドアブログ）の更新を休止し、後に閉鎖。7月3日に以前の公式ブログ（アメブロ）で、今後は「里崎遥（さとざき はるか）」として活動していくと発表。更に7月13日のブログで名前が「里崎あかね」に変更されたことが発表された。

## 出演作品

### 「金森美奈」名義

#### アダルトビデオ
2009年
- ザ・カメラテスト 66 マネージャーにバレませんか? じゃやめる? あ…イヤッ抜かないで! （5月31日（レンタル） / 2010年5月21日（セル）、アテナ映像）…オムニバス作品
- 眠ったお姉さんにズボズボしたい （7月11日（レンタル） / 8月7日（セル）、クリスタル映像）…オムニバス作品
- 人妻恥悦旅行 人妻講師講演会編 （10月1日、グローリークエスト）
- 露出の季節 アベックたちの生殖器合体現場 （10月10日、FAプロ）…オムニバス作品
- 近親相姦 中出し白書 （10月22日、イエローダック）
- 人妻をナンパして中出ししよう! 15 （10月23日、Nadeshiko）…オムニバス作品
- 素人四畳半生中出し 人妻 久子 37歳 昼下がりの潮噴き妻 （10月31日、プラム）
- 欲求不満の若妻が［時間を止められる］魔法のキッチンタイマーを手に入れたら… （11月5日、Hunter）…オムニバス作品
- おはズボッ! お願い待って、入れないでー! カワイイ娘大集合!早く入れなくちゃスペシャル （11月11日（レンタル） / 2010年11月26日（セル）、アテナ映像）…オムニバス作品
- フェラコレ 熟女編 6 39人のフェラマダム （11月15日、隼エージェンシー）…オムニバス作品
- ソルトシャワー 美熟女のおしっこみせて! （11月19日、ゲロニア）…オムニバス作品

2010年
- こだわりの手コキ 人妻編 6 （2月25日、隼エージェンシー）…オムニバス作品
- 麗しのキャンペーンガールAGAIN 2 （2月27日、HMJM）…オムニバス作品
- 嫁 男やもめの絶倫舅/毎朝 毎晩聞こえるアノ声/だらしない好き者女 舅 （3月25日、FAプロ）…オムニバス作品
- 美淑女店員にドッキリ企画 ハレンチ試着室 （3月18日、アイエナジー）…オムニバス作品
- 手を使わないクチだけフェラチオ （3月19日、メディアバンク）…オムニバス作品
- マドンナファンの集い 美熟女と行く混浴温泉バスツアー 5 （3月25日、マドンナ）
- 痴呆症の義父と一日三回するSEX/だらしないが何故か色っぽい エロい嫁 （4月22日、FAプロ）…オムニバス作品
- もう一つの混浴温泉バスツアー 5 （4月25日、マドンナ）
- 本格レズ 女獣の館 何も知らずに越して来た私 （5月14日、東京音光）
- 義母さんの中出し介護 （5月14日、東京音光）
- 郡山 絶頂 他人妻 （6月1日、ワンズファクトリー）
- 働くオンナ斬り 5 〜高学歴美人OLをハメ殺せ!〜 水道橋美人OL編 （6月2日、プレステージ）…オムニバス作品
- 義母さんが教えてあげる 12 （6月11日、東京音光）
- 美熟女アナル舐め手コキ （6月18日、虎堂）…オムニバス作品
- ボクのクレームを聞きに来た女が、「何でもします」と言うので文句をつけて勃起したチ○コでやりたい放題ヤッてやった。 2 （6月22日、DOC）…オムニバス作品
- 投稿実話 妻がまわされた 3 〜寝取られ願望夫の体験談〜 （6月25日、ながえスタイル）…オムニバス作品
- 働くオンナ斬り 6 〜高学歴美人OLをハメ殺せ!〜 西新宿美人OL編 （7月7日、プレステージ）…オムニバス作品
- 貴男を見つめながらフェラチオしてあげる。 （7月16日、虎堂）…オムニバス作品
- 美人妻の熟れたパンティこき （7月16日、虎堂）…オムニバス作品
- 人妻こすりつけオナニー （8月20日、虎堂）…オムニバス作品
- 男根を熱くする!「とっても刺激的」な浮気の話 （8月25日、FAプロ）…オムニバス作品
- 愛の匂い Smell of Love （9月19日、シネマ・コーポレーション）

#### アダルトサイト
- Woman Inside No.228 金森彩香 （WOMAN INSIDE＋ミセスバージン）

### 「里崎あかね」名義

#### アダルトビデオ
2010年
- 官能小説的リアルエロス いい年こいて夢精しちまった! 中年男のいやらしい夢 （11月25日、Fプロジェクト）…オムニバス作品
- 究極の妄想発明シリーズ第22弾 金縛りホラースティック （12月23日、ROCKET）…オムニバス作品

2011年
- 不況を勝ち抜け!セールスレディの「裏営業」話し（1月25日、Fプロジェクト）
- 生姦エロス あかね（7月22日、HMJM）
- 世の中捨てたもんじゃねえ!枯れたおやじをその気にさせる「夢のファック!」（7月25日、サイドビー）
- M男家具（8月25日、ラハイナ食堂）
- 中出し借金妻（11月15日、アイズム）
- 大都会色恋沙汰劇場 不倫、濃厚三角関係...うらやまし過きる部長さん（12月25日、サイドビー）

#### アダルトサイト
- NAKED No.00301 （2010年9月24日、ネイキッド）
- NAKED No.00304 裸体標本 14 （2010年10月8日、ネイキッド）

## テレビ
- ビ〜チ9（2011年12月、テレビ埼玉） - 波多野結衣と共にマンスリーゲスト